# 모자사기단 운수 좋은 날
《모자사기단 운수 좋은 날》은 2002년 9월 13일에 MBC에서 방영한 베스트극장이다.

## 등장 인물

### 주요 인물
- 김지영 : 호자 역
- 권용운 : 중달 역
- 전양자 : 숙현 역
- 김동주 : 기영 역

### 그 외 인물
- 김만혜
- 한영수
- 강상구
- 백현미
- 김태영
- 공재원
- 이경원
- 송성희
- 정승재